# Cécile de France
Cécile de France, wym. sesil də fʁɑ̃s (ur. 17 lipca 1975 w Namur) – belgijska aktorka filmowa i teatralna. Laureatka Cezara dla najlepszej aktorki w roli drugoplanowej za występ w komedii Smak życia 2 (2005) Cédrika Klapischa.

## Życiorys
Jako dziesięciolatka występowała w teatrach amatorskich. W wieku lat siedemnastu przeprowadziła się do Paryża. Uczyła się w Stages d'Art Dramatique u Jean-Paula Denizona, asystenta słynnego reżysera teatralnego Petera Brooka. Następnie przeniosła się do Lyonu, gdzie studiowała aktorstwo na wydziale komediowym.
Została odkryta przez managera Dominique Besneharda, dzięki któremu otrzymała role w popularnych filmach francuskich: L'Art (délicat) de la séduction (2001) i Irène (2002).
Międzynarodową sławę przyniosły jej dwie produkcje: francuski horror Haute Tension z 2003, w którym wcieliła się w postać niezrównoważonej psychicznie studentki Marie, oraz przygodowa koprodukcja W 80 dni dookoła świata z 2004, gdzie wcieliła się w rolę Monique La Roche, malarki. W 2002 wystąpiła także w komedii romantycznej Cédrica Klapischa Smak życia w roli lesbijki Isabelle. 
Zasiadała w jury sekcji "Cinéfondation" na 68. MFF w Cannes (2015) oraz w jury konkursu głównego na 68. MFF w Berlinie (2018).

## Filmografia
| Rok  | Tytuł                                                                | Rola                    | Reżyser                                  |
| ---- | -------------------------------------------------------------------- | ----------------------- | ---------------------------------------- |
| 1997 | Tous nos vœux de bonheur                                             |                         | Jean-Pierre Améris                       |
| 1998 | La Balle au bond                                                     |                         |                                          |
| 2000 | Bon appetit!                                                         | Dziewczyna              |                                          |
| 2000 | Naprzeciwko (Regarde-moi {en face})                                  | Dune                    | Marco Nicoletti                          |
| 2000 | Le Dernier rêve                                                      |                         |                                          |
| 2001 | L'Art (délicat) de la séduction                                      | Laure                   | Richard Berry                            |
| 2001 | Le Mariage en papier                                                 | Lise                    |                                          |
| 2001 | Nana, to ja (Nana)                                                   | Christine               | Édouard Molinaro                         |
| 2001 | Toutes les nuits                                                     | Prostytutka             | Eugène Green                             |
| 2002 | Loup!                                                                | Lucie                   | Zoé Galeron                              |
| 2002 | Irène                                                                | Irene                   | Ivan Calbérac                            |
| 2002 | A+ Pollux                                                            | Pollux                  | Luc Pagès                                |
| 2002 | Smak życia (L'Auberge espagnole)                                     | Isabelle                | Cédric Klapisch                          |
| 2003 | La Nuit du 6 au 7                                                    | Eve                     |                                          |
| 2003 | Ja, Cezar mały (Moi César, 10 ans 1/2, 1m39)                         | Samantha                | Richard Berry                            |
| 2003 | Blady strach (Haute Tension)                                         | Marie                   | Alexandre Aja                            |
| 2004 | Po prostu zaufaj (La Confiance règne)                                | Chryst&egrave;le Burrel | Étienne Chatiliez                        |
| 2004 | W 80 dni dookoła świata (Around the World in 80 Days)                | Monique La Roche        | Frank Coraci                             |
| 2005 | Smak życia 2 (Les poupées russes)                                    | Isabelle                | Cédric Klapisch                          |
| 2006 | Mon colonel                                                          | Porucznik Galois        | Laurent Herbiet                          |
| 2006 | Zła wiara (Mauvaise foi)                                             | Clara                   | Roschdy Zem                              |
| 2006 | Melodia życia (Quand j'étais chanteur)                               | Marion                  | Xavier Giannoli                          |
| 2006 | Krzesła orkiestry (Fauteuils d'orchestre)                            | Jessica                 | Danièle Thompson                         |
| 2007 | Où est la main de l'homme sans tête                                  | Eva Sanders             | Guillaume Malandrin / Stéphane Malandrin |
| 2007 | Naznaczony tańcem (J'aurais voulu être un danseur)                   | Blanche                 | Alain Berliner                           |
| 2007 | Tajemnica (Un Secret)                                                | Tania Stirn / Grimbert  | Claude Miller                            |
| 2008 | Wróg publiczny numer jeden, część 1 (L'Instinct de mort)             | Jeanne Schneider        | Jean-François Richet                     |
| 2009 | Soeur Sourire                                                        | Jeannine Deckers        | Stijn Coninx                             |
| 2010 | Medium (Hereafter)                                                   | Marie LeLay             | Clint Eastwood                           |
| 2010 | W imieniu prawa (Gardiens de l'ordre)                                | Julie                   | Nicolas Boukhrief                        |
| 2011 | Chłopiec na rowerze (Le gamin au vélo)                               | Samantha                | Jean-Pierre Dardenne / Luc Dardenne      |
| 2011 | Un Baiser papillon                                                   | Alice                   | Karine Silla                             |
| 2012 | Superstar                                                            | Fleur Arnaud            | Xavier Giannoli                          |
| 2013 | Möbius                                                               | Alice                   | Eric Rochant                             |
| 2013 | Smak życia 3, czyli chińska układanka (Casse-tête chinois)           | Isabelle                | Cédric Klapisch                          |
| 2015 | W harmonii (En équilibre)                                            | Florence Kernel         | Denis Dercourt                           |
| 2015 | Piękne lato (La belle saison)                                        | Carole                  | Catherine Corsini                        |
| 2016 | Podróż Fanny (Le voyage de Fanny)                                    |                         | Lola Doillon                             |
| 2016 | Polisa na życie (Term Life)                                          | Lucy                    | Peter Billingsley                        |
| 2017 | Django                                                               | Louise de Klerk         | Étienne Comar                            |
| 2017 | Żadnych wątpliwości (Ôtez-moi d'un doute)                            | Doktor Anna Levkine     | Carine Tardieu                           |
| 2018 | Madame J (Mademoiselle de Joncquières)                               | Pani de la Pommeraye    | Emmanuel Mouret                          |
| 2019 | Rebelles                                                             | Sandra                  | Allan Mauduit                            |
| 2020 | Dopóki żyję (De son vivant)                                          | Eugénie                 | Emmanuelle Bercot                        |
| 2021 | Kurier Francuski z Liberty, Kansas Evening Sun (The French Dispatch) |                         | Wes Anderson                             |

## Seriale
| Rok  | Tytuł                                 | Rola             | Reżyser          |
| ---- | ------------------------------------- | ---------------- | ---------------- |
| 2015 | Gdzie jest mój agent? (Dix pour cent) | Cécile de France | Fanny Herrero    |
| 2016 | Młody papież (The Young Pope)         | Sofia Dubois     | Paolo Sorrentino |
| 2020 | Nowy papież (The New Pope)            | Sofia Dubois     | Paolo Sorrentino |

## Nagrody
- Cezar Najlepsza aktorka drugoplanowa: 2006 Smak życia 2